# Masters de Madrid 2016

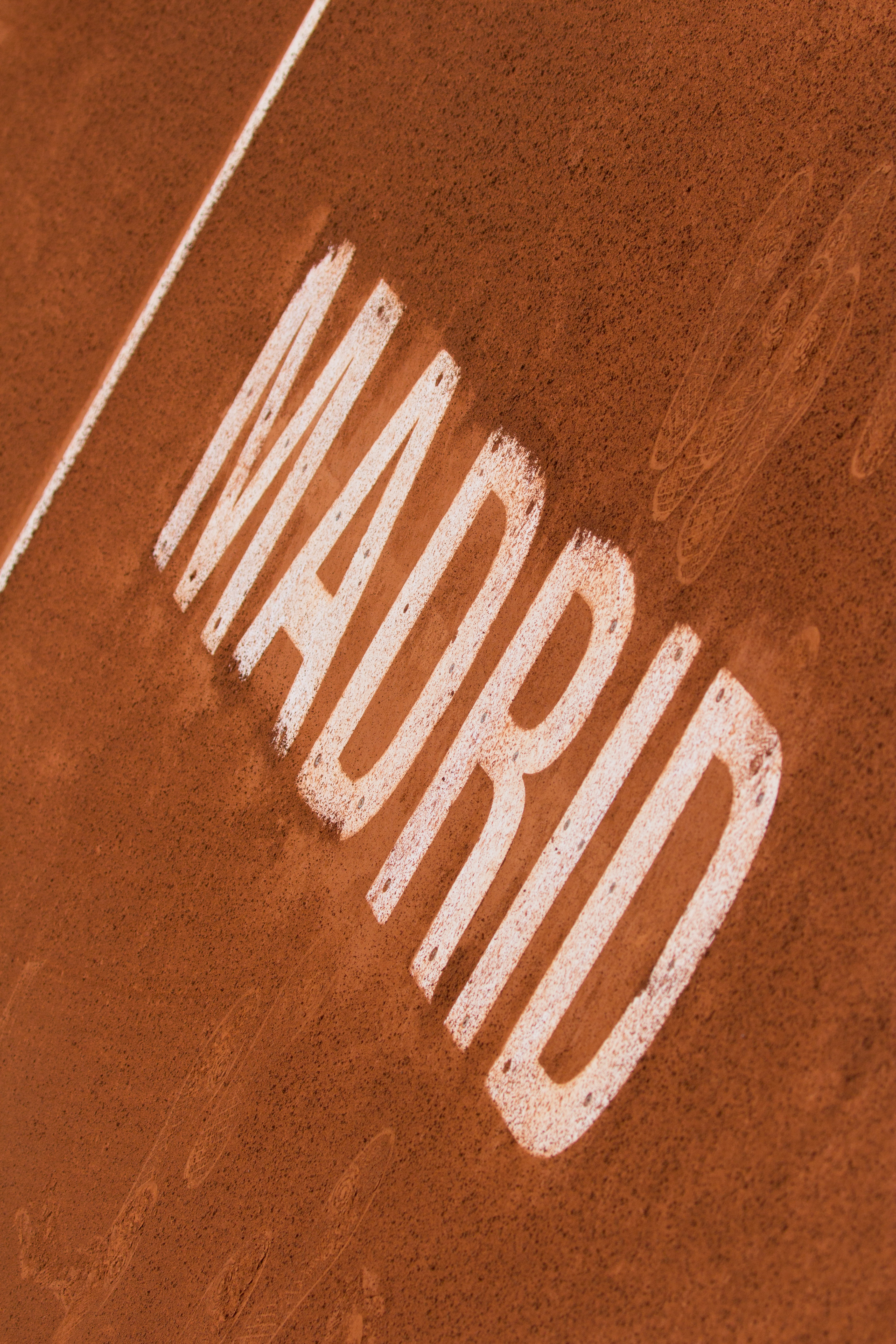
Madrid sobre la arcilla.

El Mutua Madrid Open 2016 fue un torneo de tenis ATP World Tour Masters 1000 en su rama masculina y WTA Premier Mandatory en la femenina. Se disputó en la Caja Mágica de Madrid (España), siendo junto al Masters de Roma una de las grandes citas en canchas de tierra batida previas al segundo Grand Slam del año, el Torneo de Roland Garros.

## Puntos y premios en efectivo

### Distribución de puntos
| Ronda alcanzada      | G    | F   | SF  | CF  | Ronda de 16 | Ronda de 32 | Ronda de 64 | Q  | Q2 | Q1 |
| Individual masculino | 1000 | 600 | 360 | 180 | 90          | 45          | 10          | 25 | 16 | 0  |
| Dobles masculinos    | 1000 | 600 | 360 | 180 | 90          | 0           | —           | —  | —  | —  |
| Individual femenino  | 1000 | 650 | 390 | 215 | 120         | 65          | 10          | 30 | 20 | 2  |
| Dobles femeninos     | 1000 | 650 | 390 | 215 | 120         | 10          | —           | —  | —  | —  |

### Premios en efectivo
| Ronda alcanzada      | G         | F         | SF        | CF        | Ronda de 16 | Ronda de 32 | Ronda de 64 | Q2      | Q1      |
| Individual masculino | 912.900 € | 447.630 € | 225.300 € | 114.560 € | 59.490 €    | 31.365 €    | 16.935 €    | 3.900 € | 1.990 € |
| Individual femenino  | 912.900 € | 447.630 € | 225.300 € | 114.560 € | 59.490 €    | 28.220 €    | 13.250 €    | 3.644 € | 1.770 € |
| Dobles masculinos    | 282.720 € | 138.400 € | 69.430 €  | 35.630 €  | 18.420 €    | 9.720 €     | —           | —       | —       |
| Dobles femeninos     | 282.720 € | 138.400 € | 69.433 €  | 35.630 €  | 18.025 €    | 9.280 €     | —           | —       | —       |

## Cabezas de serie

### Individual masculino
Los cabezas de serie se establecieron con arreglo al ranking del 25 de abril. 
| Cabeza de serie | Rk. | Jugador               | Puntos antes | Puntos que defender | Puntos ganados | Puntos después | Actuación en el Torneo                                |
| --------------- | --- | --------------------- | ------------ | ------------------- | -------------- | -------------- | ----------------------------------------------------- |
| 1               | 1   | Novak Djokovic        | 15550        | 0                   | 1000           | 16550          | Campeón, venció a Andy Murray [2]                     |
| 2               | 2   | Andy Murray           | 8175         | 1000                | 600            | 7775           | Final, perdió ante Novak Djokovic [1]                 |
| 4*              | 4   | Stanislas Wawrinka    | 6460         | 90                  | 10**           | 6380           | Segunda ronda, perdió ante Nick Kyrgios               |
| 5               | 5   | Rafael Nadal          | 5915         | 600                 | 360            | 5675           | Semifinales, perdió ante Andy Murray [2]              |
| 6               | 6   | Kei Nishikori         | 4290         | 360                 | 360            | 4290           | Semifinales, perdió ante Novak Djokovic [1]           |
| 7               | 7   | Jo-Wilfried Tsonga    | 3400         | 90                  | 90             | 3400           | Tercera ronda, perdió ante Milos Raonic [11]          |
| 8               | 8   | Tomáš Berdych         | 3120         | 360                 | 180            | 2940           | Cuartos de final, perdió ante Andy Murray [2]         |
| 9               | 9   | David Ferrer          | 3010         | 180                 | 90             | 2920           | Tercera ronda, perdió ante Tomáš Berdych [8]          |
| 10              | 10  | Richard Gasquet       | 2840         | 45                  | 90             | 2885           | Tercera ronda, perdió ante Kei Nishikori [6]          |
| 11              | 11  | Milos Raonic          | 2740         | 180                 | 180            | 2740           | Cuartos de final, perdió ante Novak Djokovic [1]      |
| 12              | 13  | David Goffin          | 2605         | 45                  | 10             | 2570           | Primera ronda, perdió ante Lucas Pouille [Q]          |
| 13              | 14  | Gaël Monfils          | 2460         | 45                  | 45             | 2460           | Segunda ronda, perdió ante Pablo Cuevas               |
| 14              | 15  | Dominic Thiem         | 2420         | 0                   | 10             | 2430           | Primera ronda, perdió ante Juan Martín del Potro [PR] |
| 15              | 17  | Roberto Bautista Agut | 2015         | 90                  | 90             | 2015           | Tercera ronda, perdió ante Novak Djokovic [1]         |
| 16              | 18  | Gilles Simon          | 1900         | 0                   | 90             | 1990           | Tercera ronda, perdió ante Andy Murray [2]            |

* Stanislas Wawrinka habría sido el cabeza de serie n.º 3 si Roger Federer se hubiera retirado del torneo días antes del sorteo del cuadro Masculino; por eso conservó el n.º 4.

** Como los 8 primeros cabezas de serie tenían una exención (bye en inglés) que les permitió comenzar el torneo en segunda ronda, en aplicación de las normas ATP quienes perdieran su primer partido sumarían los puntos correspondientes a los que jugaron y perdieron en primera ronda.

### Bajas masculinas
| Ranking | Jugador       | Puntos antes | Puntos por defender | Puntos ganados | Puntos después | Baja debido a        |
| ------- | ------------- | ------------ | ------------------- | -------------- | -------------- | -------------------- |
| 3       | Roger Federer | 7785         | 45                  | 0              | 7740           | Lesión de espalda    |
| 12      | Marin Čilić   | 2680         | 45                  | 0              | 2635           | Lesión en la rodilla |

### Dobles masculino
| Tenistas                            | Ranking | Preclasificado |
| Pierre-Hugues Herbert Nicolas Mahut | 7       | 1              |
| Jamie Murray Bruno Soares           | 10      | 2              |
| Jean-Julien Rojer Horia Tecău       | 11      | 3              |
| Ivan Dodig Marcelo Melo             | 12      | 4              |
| Bob Bryan Mike Bryan                | 15      | 5              |
| Rohan Bopanna Florin Mergea         | 24      | 6              |
| Alexander Peya Nenad Zimonjic       | 38      | 7              |
| Vasek Pospisil Jack Sock            | 42      | 8              |

### Individual femenino
Las cabezas de serie se establecieron con arreglo al ranking del 25 de abril. 
| Semb. | Rk. | Jugadora             | Puntos antes | Puntos que defender | Puntos ganados | Puntos después | Actuación en el torneo                                      |
| ----- | --- | -------------------- | ------------ | ------------------- | -------------- | -------------- | ----------------------------------------------------------- |
| 1     | 2   | Agnieszka Radwańska  | 5775         | 120                 | 10             | 5665           | Primera ronda, perdió ante Dominika Cibulková               |
| 2     | 3   | Angelique Kerber     | 5740         | 10                  | 10             | 5740           | Primera ronda, perdió ante Barbora Strýcová                 |
| 3     | 4   | Garbiñe Muguruza     | 4876         | 65                  | 65             | 4876           | Segunda ronda, perdió ante Irina-Camelia Begu               |
| 4     | 5   | Victoria Azarenka    | 4530         | 120                 | 120            | 4530           | Tercera ronda, no se presentó (w/o) ante Louisa Chirico [Q] |
| 5     | 6   | Petra Kvitová        | 3947         | 1000                | 120            | 3067           | Tercera ronda, perdió ante Daria Gavrilova                  |
| 6     | 7   | Simona Halep         | 3660         | 10                  | 1000           | 4650           | Campeona, venció a Dominika Cibulková                       |
| 7     | 8   | Roberta Vinci        | 3615         | 120                 | 10             | 3505           | Primera ronda, perdió ante Danka Kovinić                    |
| 8     | 11  | Carla Suárez Navarro | 3160         | 215                 | 120            | 3065           | Tercera ronda, perdió ante Samantha Stosur                  |
| 9     | 13  | Svetlana Kuznetsova  | 3010         | 650                 | 10             | 2370           | Primera ronda, perdió ante Laura Siegemund [Q]              |
| 10    | 15  | Timea Bacsinszky     | 2735         | 10                  | 120            | 2845           | Tercera ronda, perdió ante Simona Halep [6]                 |
| 11    | 16  | Lucie Šafářová       | 2714         | 215                 | 65             | 2564           | Segunda ronda, no se presentó (w/o) ante Samantha Stosur    |
| 12    | 17  | Elina Svitolina      | 2700         | 65                  | 65             | 2700           | Segunda ronda, perdió ante Daria Gavrilova                  |
| 13    | 18  | Karolína Plíšková    | 2590         | 65                  | 65             | 2590           | Segunda ronda, perdió ante Christina McHale                 |
| 14    | 19  | Ana Ivanovic         | 2585         | 120                 | 65             | 2530           | Segunda ronda, perdió ante Louisa Chirico [Q]               |
| 15    | 20  | Sara Errani          | 2505         | 65                  | 10             | 2450           | Primera ronda, perdió ante Camila Giorgi                    |
| 16    | 21  | Sloane Stephens      | 2310         | 65                  | 65             | 2310           | Segunda ronda, perdió ante Patricia Maria Țig [Q]           |

### Dobles femenino
| Tenista                               | Ranking | Preclasificada |
| Martina Hingis Sania Mirza            | 2       | 1              |
| Bethanie Mattek-Sands Lucie Safarova  | 8       | 2              |
| Tímea Babos Yaroslava Shvédova        | 15      | 3              |
| Hao-Ching Chan Yung-Jan Chan          | 15      | 4              |
| Caroline Garcia Kristina Mladenovic   | 22      | 5              |
| Andrea Hlavackova Lucie Hradecka      | 22      | 6              |
| Garbiñe Muguruza Carla Suárez Navarro | 33      | 7              |
| Yekaterina Makárova Yelena Vesniná    | 39      | 8              |

## Campeones

### Individual masculino
Novak Djokovic venció a  Andy Murray por 6-2, 3-6, 6-3

### Individual femenino
Simona Halep venció a  Dominika Cibulkova por 6-2, 6-4

### Dobles masculinos
Jean-Julien Rojer /  Horia Tecău  vencieron a  Rohan Bopanna /  Florin Mergea por 6-4, 7-6 (5)

### Dobles femeninos
Caroline Garcia /  Kristina Mladenovic vencieron a  Martina Hingis /  Sania Mirza por 6-4, 6-4

## Cobertura Mediática
- Brasil: SporTV
- España (País de origen): Televisión Española (Teledeporte y La 1)
- Estados Unidos: Tennis Channel e ESPN
- Latinoamérica: ESPN